# Portrait de Dante (Botticelli)
Ce portrait de Dante Alighieri est une peinture à tempera sur toile du peintre florentin Sandro Botticelli réalisée en 1495  actuellement conservée dans une collection privée à Genève. 
Une version de ce portrait sur fond noir, réalisée par l'atelier de Botticelli et non ce dernier directement, est exposée au musée de la Fondation Martin Bodmer.

## L'œuvre
Cette œuvre est un portrait du poète florentin Dante Alighieri. Ce dernier est représenté de profil avec ses attributs traditionnels : le bonnet tombant ainsi que la couronne de laurier.
D'un point de vue pictural l'œuvre est marquée par un vif contraste de couleurs issu de l'opposition entre le drapé de couleur rouge et un fond clair purement formel.
Ces détails correspondent au standard de la représentation de la figure du poète. 

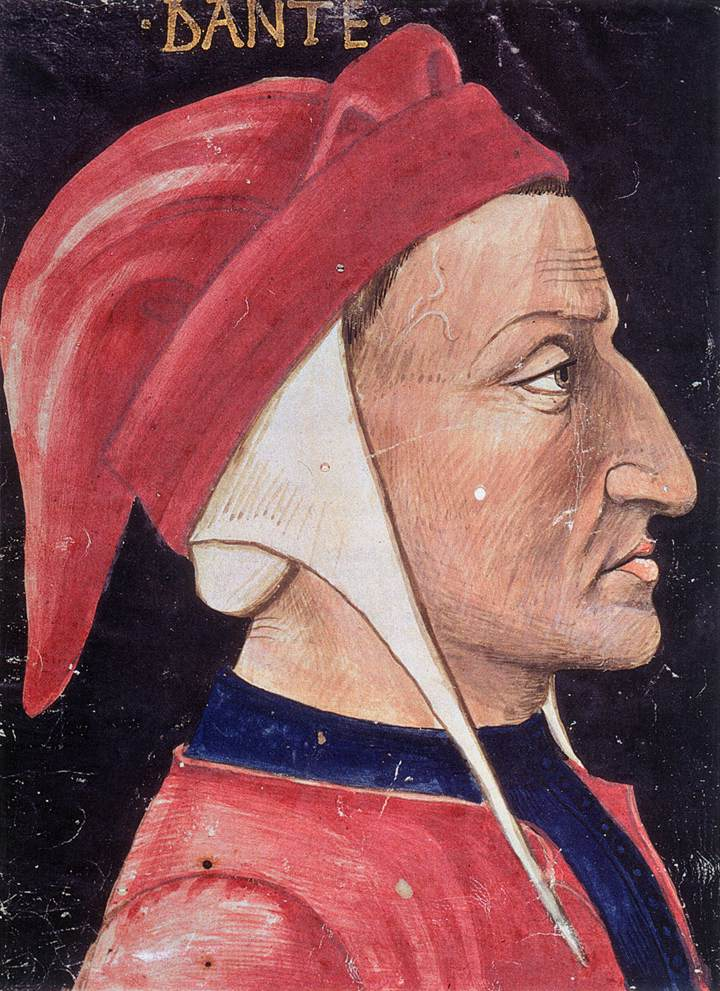
dans une miniature
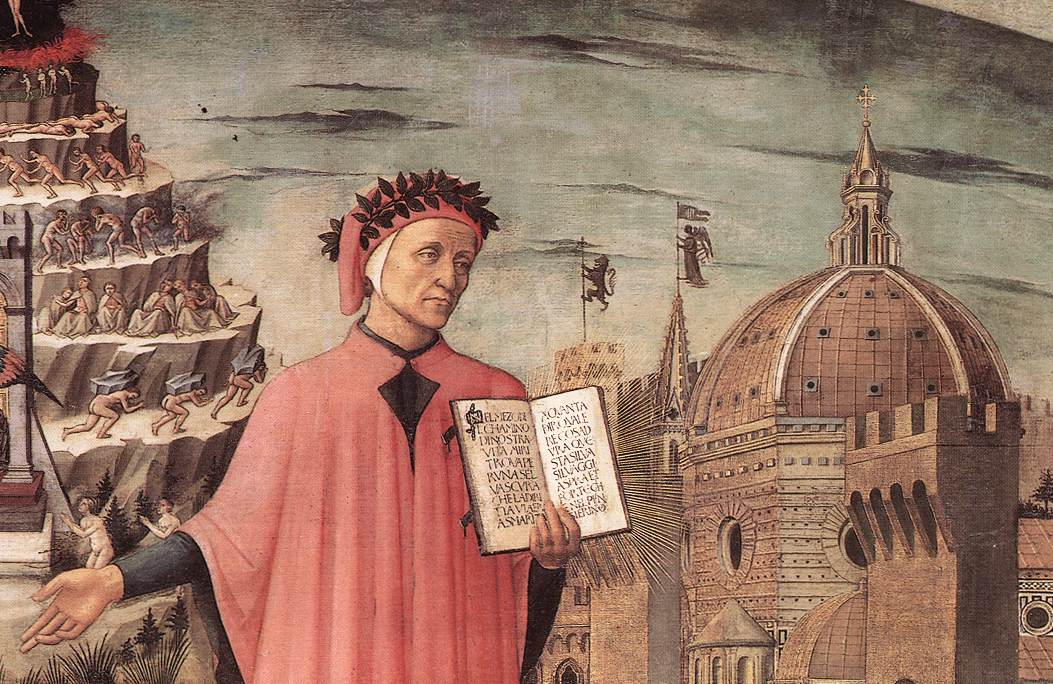
par Domenico di Michelino
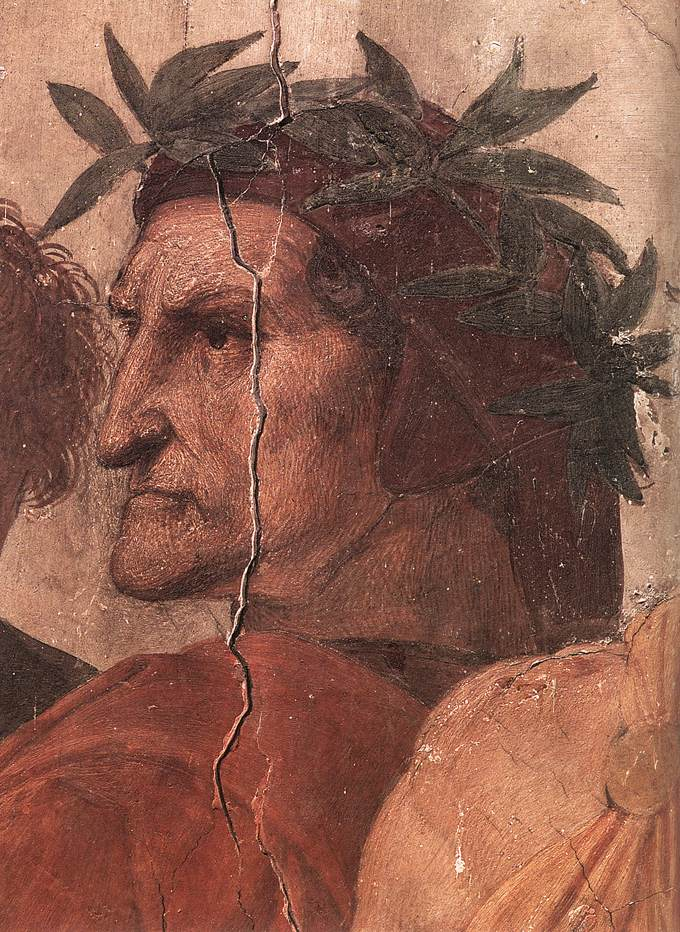
par Raphaël